# Torneo-battaglia di Louvezerp

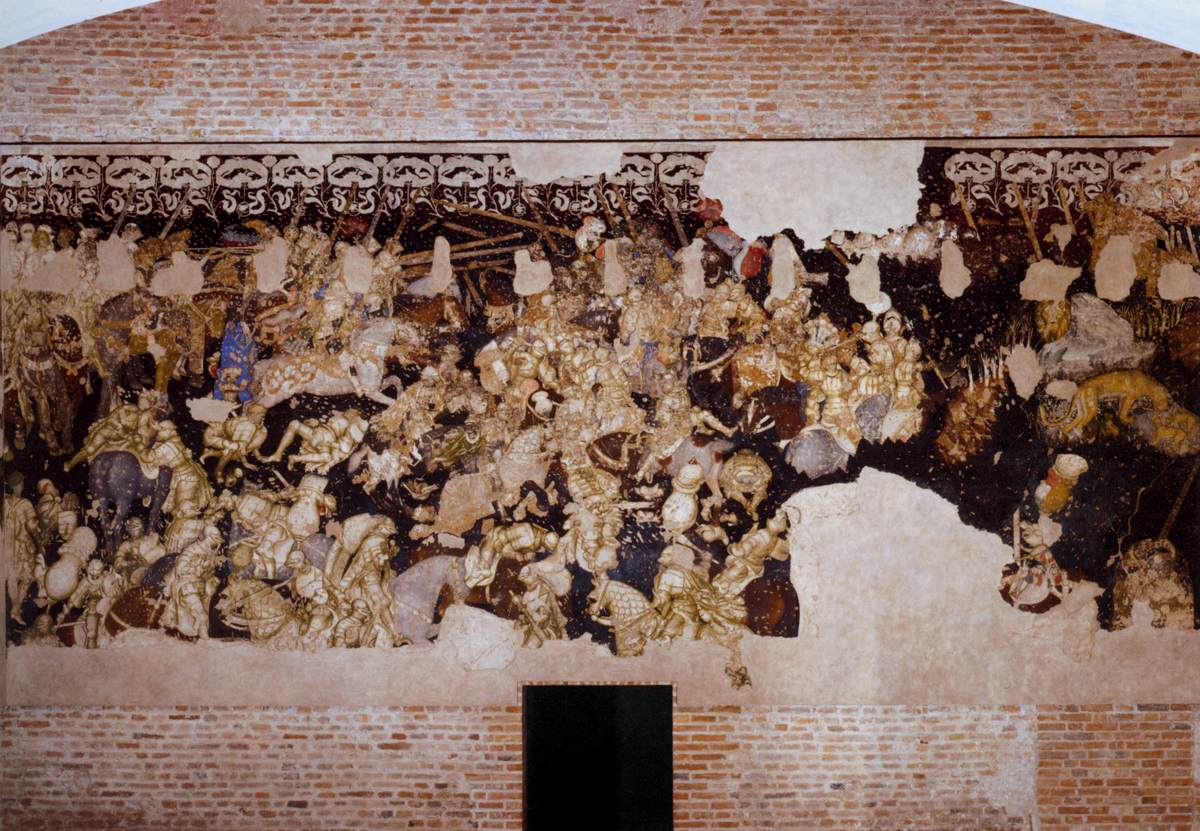
Torneo-battaglia di Louvezerp (parete frontale)

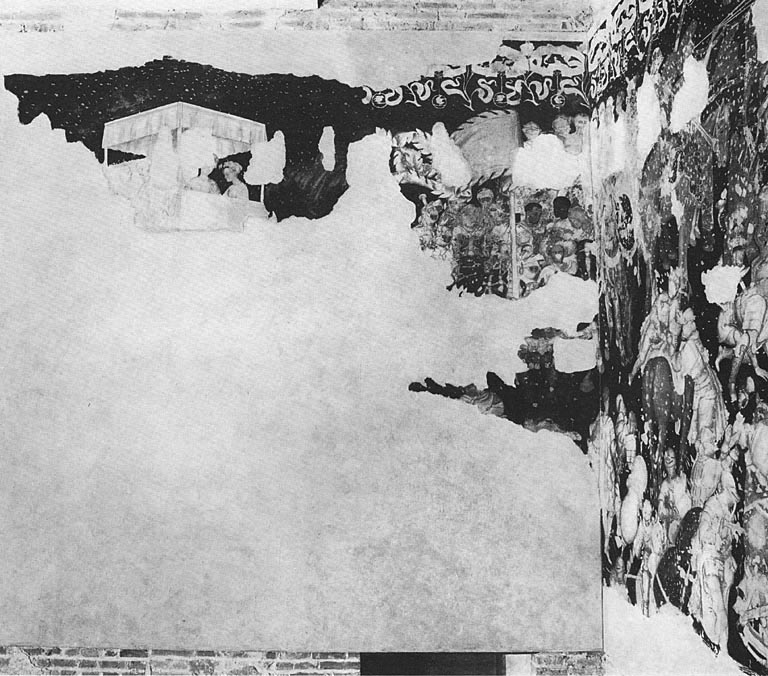
Torneo-battaglia di Louvezerp (parete sinistra)

Il Torneo-battaglia di Louvezerp (Louvezerph, Lovrezep, Lunezerp, Lonazep) è un affresco a soggetto cavalleresco dipinto da Pisanello tra il 1436 e il 1444 nel Palazzo Ducale di Mantova, in particolare nell'ala detta Corte Vecchia. La scena venne imbiancata in un'epoca imprecisata e riscoperta nel 1969 dal sovrintendente Giovanni Paccagnini e immediatamente restaurata. Lo stacco ne ha rivelato anche la sinopia, conservata molto bene.

## Storia
La sala venne commissionata in tutta probabilità da Gianfrancesco Gonzaga. Nell'opera compare infatti la sua "Impresa del Pellicano", in un voluminoso cappello del nano a cavallo subito sopra il luogo in cui si trova il cavaliere dell'impresa del Graal Bohort, ipotetico antenato di casa Gonzaga. Nel 1988 la studiosa Johanna Woods-Marsden aveva attribuito l'affresco all'epoca di Ludovico III Gonzaga, ma l'ipotesi è stata abbandonata dopo il riconoscimento del "collare delle S", onorificenza concessa nel 1436 da Enrico VI al marchese Gianfrancesco. Pertanto l'affresco si colloca temporalmente fra questa data e la morte di Gianfrancesco avvenuta nel 1444.
L'attività di Pisanello nel Palazzo Ducale mantovano è attestata da lettere di Filippo Andreasi e Luca Fancelli a Federico I Gonzaga, dove si parla esplicitamente del crollo del soffitto della "sala del Pisanello". La sala venne dimenticata durante il Rinascimento, quando venne costruita la nuova ala, e in questa parte disabitata si ebbe appunto un cedimento delle travi del soffitto. In seguito gli affreschi vennero picconati e ricoperti di calce.
A lungo si era ritenuto che la sala fosse stata distrutta, ma nel 1969 fu identificata da Paccagnini a conclusione di lunghe indagini. Si tratta infatti della cosiddetta sala dei Duchi, o dei Principi, sul lato destro dell'edificio prospiciente l'attuale piazza della lega Lombarda. Subito vennero scoperti i primi frammenti di sinopia e si provvedette gradualmente a staccare tutto l'intonaco, recuperando quasi tutta la decorazione. Se gli affreschi sono piuttosto frammentari, più completa appare invece la sinopia. Perduta è tutta la zona inferiore della decorazione, che venne completamente demolita e rifatta agli inizi del XIX secolo.

## Descrizione
Il soggetto è tratto da Le roman en prose de Tristan, della letteratura cavalleresca, in particolare al centro la battaglia di Louvezerp, nella zona meglio conservata.
In questo episodio Lancillotto e Tristano combattono a corte di re Brangoire, alla presenza di Ginevra e Isotta e poi partiranno alla conquista del Graal. Sono già stati sconfitti altri cavalieri, i cui nomi si trovano scritti nelle sinopie accanto alle rispettive figure: Calibor as dures mains, Arfassart li gros, Malies de l'espine, Sarduc li blans, Kallas le petit, Calaarot le petit, Patrides au cercle d'or. La battaglia è quindi vicina all'epilogo e i corpi dei cadaveri sono rappresentati scomposti, secondo il gusto tutto tardo gotico di accostare figure eleganti e aristocratiche a rappresentazioni grottesche. Il Paccagnini, nel suo studio dopo il rinvenimento, ipotizzò che proprio questa visione decadente, troppo affollata e troppo scomposta, non incontrasse più il gusto del marchese, che fece interrompere i lavori.
L’ipotesi di Paccagnini è però stata smentita da V. Bertolucci Pizzorusso (in «Studi mediolatini e volgari», xx, 1972, pp. 37–48) che ha dimostrato come gli affreschi raffigurino, invece, il Torneo della Marche del Lancelot en prose.
Al torneo la principessa si innamora di Bohort vincitore, cugino di Lancillotto, e durante il banchetto in suo onore (che probabilmente si trovava nella parte perduta al di sotto dei tendaggi), dodici cavalieri promettono alla fanciulla reale alcune spavalde imprese in dono, le quali si svolgono nel paesaggio montano sulle pareti sinistra e centrale. Sullo sfondo si vede una città turrita, il castello di re Brangoire, che ricorda il mantovano castello di San Giorgio. Segue il palco da cui le dame assistono alla tenzone, che è ornato dall'insegna gonzaghesca del cane retroverso (di cui esiste un frammento del dipinto compiuto in un pannello staccato e appeso nella stanza seguente). Altri riferimenti alla corte locale sono i colori bianco, rosso e verde, che si vedono sulle armature dei contendenti e sul fregio superiore dove si alternano il fiore Gonzaga e la S dei Lancaster, col pendente del cigno.
La grande sinopia dell'episodio centrale è esposta nella sala adiacente, assieme ad alcuni frammenti sparsi.

## Stile
La scena, incompiuta, si estendeva sulle pareti cercando illusionisticamente di annullare gli spigoli ed era è composta per semplici accostamenti di figure, con una dilatazione in tutte le direzioni, senza alcun centro focale. Ogni frammento viene analizzato e riprodotto con un'attenzione analitica, ma manca un criterio unificatore, creando così un effetto "caleidoscopio".

## Altre immagini

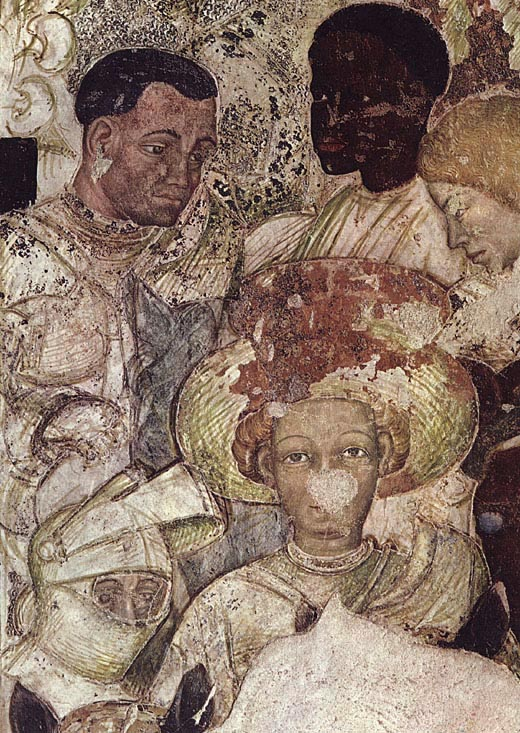
Dettaglio
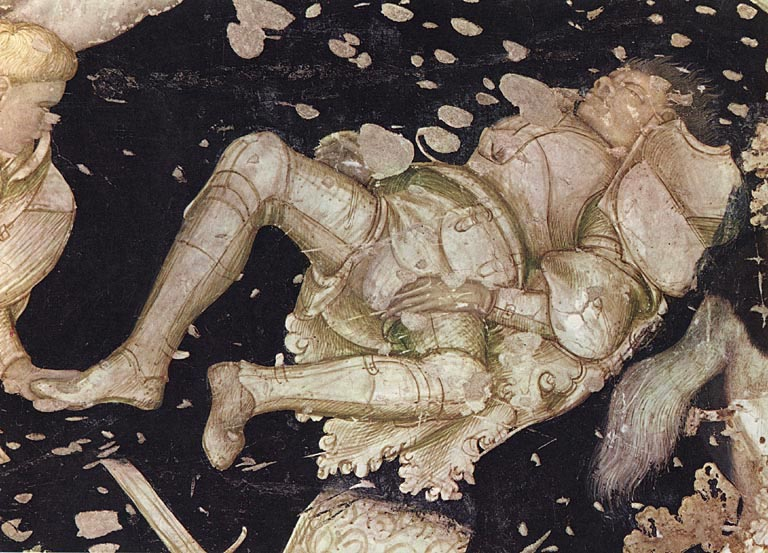
Dettaglio
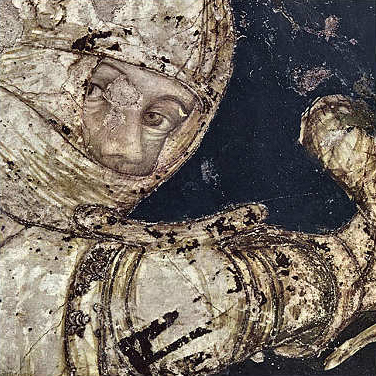
Dettaglio
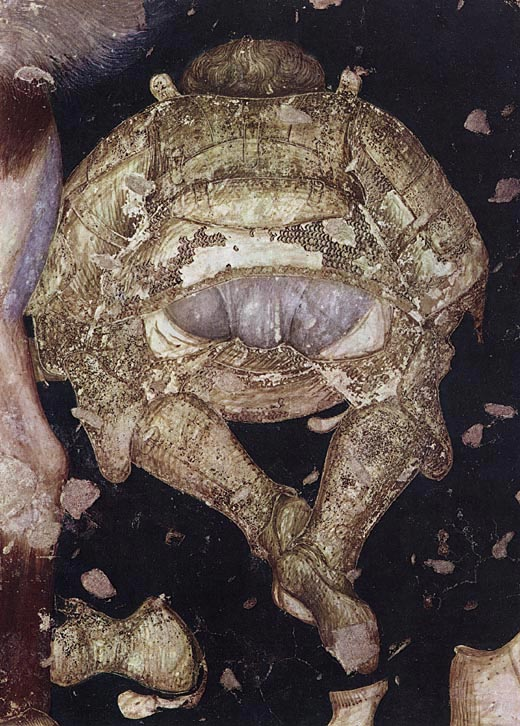
Dettaglio
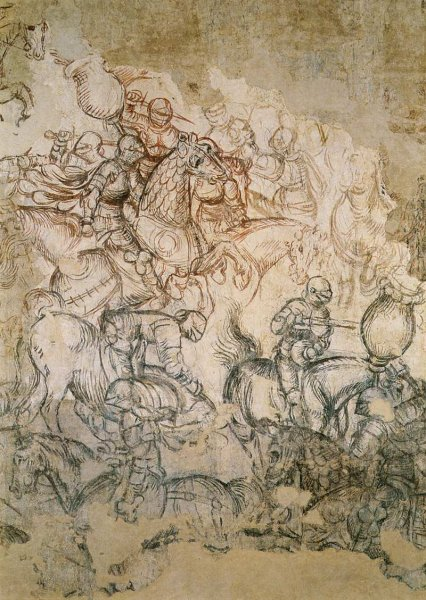
La sinopia (particolare)
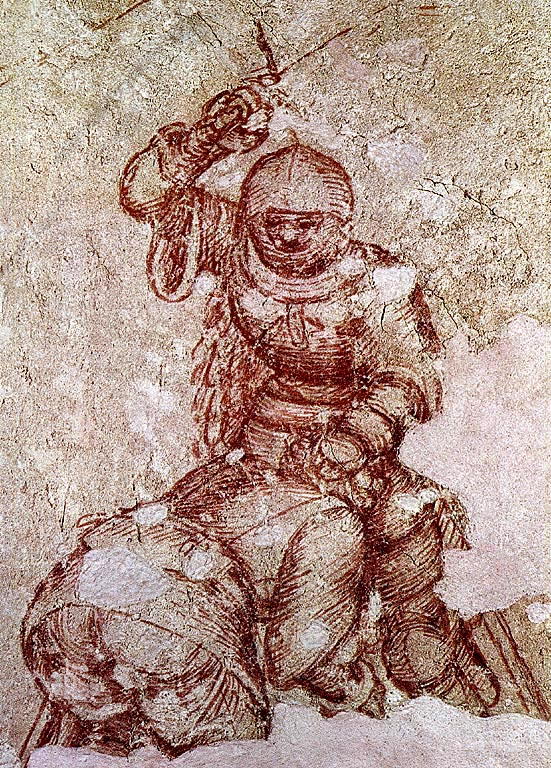
Sinopia
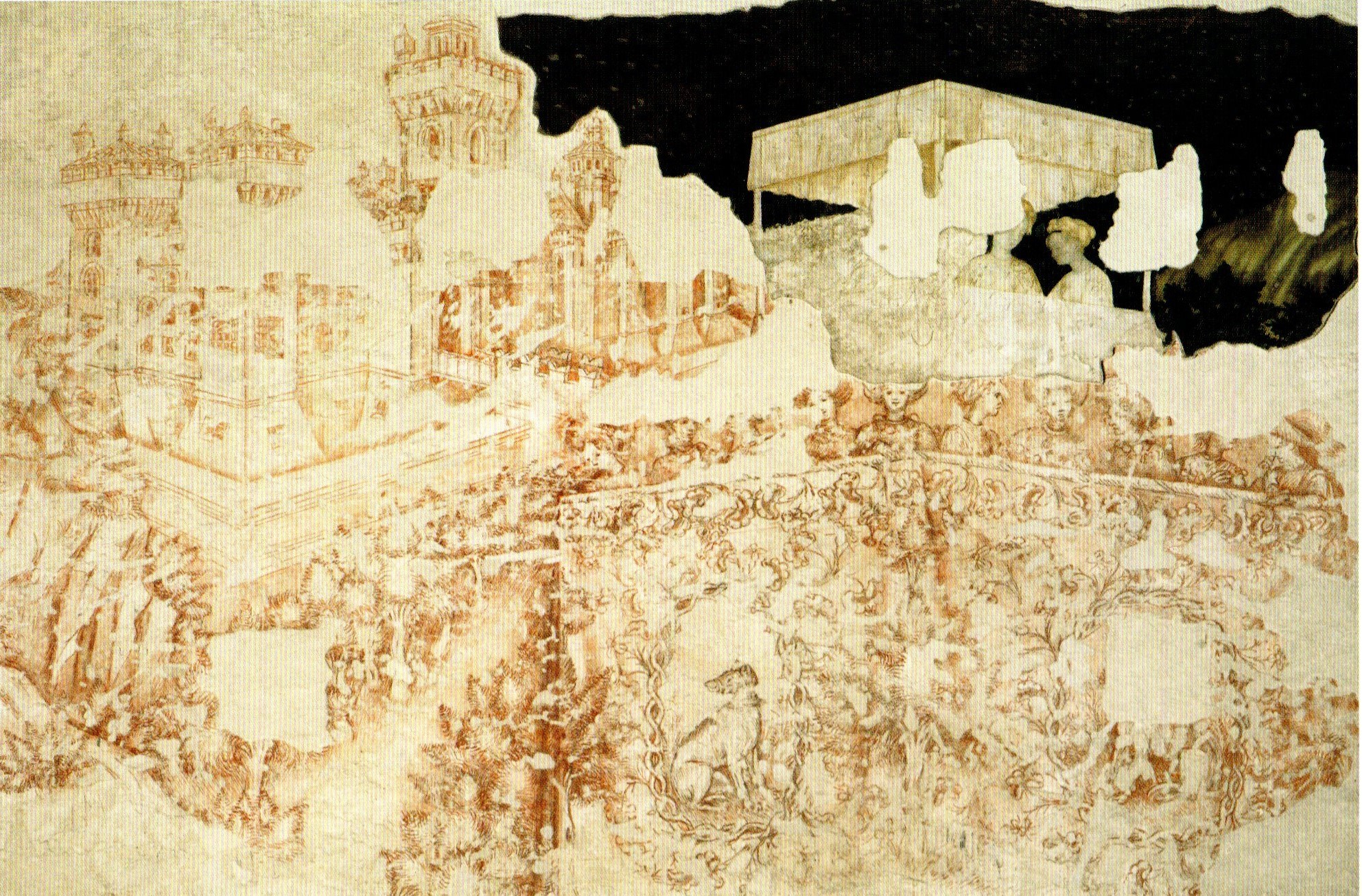
Sinopia